# 17214 Neervannan
17214 Neervannan è un asteroide della fascia principale. Scoperto nel 2000, presenta un'orbita caratterizzata da un semiasse maggiore pari a 2,361984 UA e da un'eccentricità di 0,126241, inclinata di 11,637306° rispetto all'eclittica.